# Longqing-kejsaren
Longqing-kejsaren (明穆宗), född 1537, död 1572, var den tolfte kejsaren under den kinesiska Mingdynastin och regerade från 1567 till 1572. Hans personliga namn var Zhu Zaihou (朱载垕). Han är mest känd under namnet Longqing, som kommer av namnet på hans regeringsperiod som han etablerade i februari 1567. Han fick postumt namnet kejsar Zhuang (庄皇帝), och hans tempelnamn var Muzong (穆宗).
Zhu Zaihou var Jiajing-kejsarens tredje son och fick 1539 titeln Prins av Yu (裕王) och flyttade in till sin egen herrgård som 16-åring.
När Longqing-kejsaren tog makten led landet av många problem efter sin fars regeringstid såsom japanska pirater i söder, mongoler i norr och svält bland den egna befolkningen. Han införde ett flertal reformer för att komma tillrätta med problemen. Han avskaffade olämpliga lagar, anställde kompetenta tjänstemän såsom Zhang Juzheng och Hai Rui, han skrev 1571 freds- och gränshandelsavtal med Oriaterna (västmongoler). Longqing-kejsaren gav även den mongoliska ledaren Altan Khan titeln Prins Shunyi. Han upprättade en kustbevakning och förstärkte bevakningen av den norra gränsen. Han lät general Qi Jiguang renovera och expandera den del av kinesiska muren som tillhör Jizhougarnisonen och som löper från Peking och öster ut till Bohaibukten.
Under slutet av sin regeringstid försämrades Longqing-kejsaren både fysiskt och psykiskt. Han avled i juli 1572. Hans nioårige son Zhu Yijun efterträdde honom som Wanli-kejsaren, med Zhang Juzheng som de facto förmyndare och modern Li som nominell regent. Longqing-kejsaren begravdes 1572 i Zhaoling i Minggravarna norr om Peking. Graven var ursprungligen tänkt till Jiajing-kejsarens föräldrar, men blev oanvänd och återanvändes för  Longqing-kejsaren av ekonomiska skäl.

## Regeringsperioder
- Longqing (隆庆) 1567–1573[2]